# Virus T de la pomme de terre
Potato virus T
Espèce
Le virus T de la pomme de terre (PVT, acronyme de Potato virus T), est une espèce de phytovirus pathogènes du genre Tepovirus (dont il est l'espèce type), appartenant à la famille des Betaflexiviridae. 
La distribution de ce virus, découvert au Pérou en 1977 dans des tubercules de pommes de terre, est limitée aux régions andines de l'Amérique du Sud.
Outre la pomme de terre, ses hôtes comprennent de nombreuses Solanaceae, dont le Datura stramoine et le tabac commun, et diverses espèces des familles  des Amaranthaceae, Apocynaceae, Caryophyllaceae, Chenopodiaceae et Fabaceae. 
Le virus T se transmet par inoculation mécanique, mais pas par contact direct entre plantes. Chez les Solanaceae, il se transmet facilement par les graines et par le pollen. Chez la pomme de terre, l'infection se diffuse dans les tubercules.
La détection de cette virose est relativement difficile car les symptômes visibles sont souvent absents, notamment en cas d'infection primaire, ou très légers. Les dommages causés par cette maladie aux cultures de pommes de terre ne sont pas très importants sur le plan économique.
La prévention dans les zones infectées passe par l'utilisation de plants indemnes de toute contamination. En dehors de ces zones, cette maladie est classée dans les organismes de quarantaine. D'une manière générale, les organismes de protection des plantes ont édicté des mesures strictes à l'encontre des importations de tubercules et plants de pommes de terre en provenance d'Amérique latine.

## Référence biologique
- (en) ICTV : Potato virus T  (consulté le 1er février 2021)